# Wilma Landkroon
Wilma Landkroon (née le 28 avril 1957 à Enschede, Overijssel) est une chanteuse néerlandaise du début des années 1970.

## Biographie

### Les années des succès
À onze ans, son premier succès aux Pays-Bas et en Allemagne était la chanson "Heintje, baue ein Schloss für mich" (Heintje, bâtis un château pour moi). Après ceci, Wilma eut beaucoup de succès aux Pays-Bas et en Allemagne pendant les années 1969 et 1970 (voir la discographie). Quand Klaus Lorenzen devint le nouveau producteur de la jeune chanteuse, elle commença à produire certaines de ses chansons dans différentes langues, comme l'anglais, le français et même le japonais, et eut alors des succès dans les charts internationaux (Tulipes d'Amsterdam, Lavendel Blue). Mais, après 1971, sa renommée se limite de plus en plus aux seuls Pays-Bas, puis elle sombre dans l'oubli.

### Retour 30 ans après
En 2003, un CD avec de vieilles et nouvelles chansons d'elle fut produit (Wilma - nu en toen, qui signifie Wilma - alors et maintenant). Dans la chanson Gouden platen - volle Salen ("Les disques d'or - plein halls"), elle porte un regard mélancolique sur sa carrière, elle qui fut une des plus populaires jeunes stars de son temps.
En 2009, Wilma Landkroon a produit la chanson Niets de Niemand qui fut  numéro 1 en Holland FM Top 25 fin août 2009 (duo avec Sylvia Corpiér)..
Wilma Landkroon est la sœur du compositeur et chanteur Henny Thijssen et de la chanteuse Reiny Landkroon.

## Discographie partielle (néerlandais)

### Singles
- 1968 Heintje, baue ein Schloss für mich
- 1969 Toverfee
- 1969 80 rode zozen
- 1969 Een klomp met een zeiltje
- 1969 Grootpappa
- 1970 Huil toch niet als je weg moet gaan
- 1970 'n zuikerspin
- 1971 Zou het erg zijn (avec Pierre Kartner)
- 1971 Ik heb een vraag (avec Pierre Kartner)
- 1972 Gebeurtenissen
- 1972 Waroom laat iedereen mij zo alleen
- 1973 Michael (avec De Makkers)
- 2009 Niets of Niemand (avec Sylvia Corpiér)

### Albums
- 1969 Wilma
- 1969 Wilma's Kerstfeest
- 1970 Veel Liefs van...
- 1971 Zou het erg zijn lieve opa
- 1993 De 34 beste van Wilma
- 2003 Wilma - Toen en Nu
- 2004 Wilma - Dubbelgoud = Dubbelgoed (néerlandais - allemand)